# Orquiectomia

Orquiectomia, remoção do testículo

Orquiectomia ou orquidectomia é a remoção cirúrgica de um ou dos dois testículos. A orquiectomia inguinal é um procedimento no qual, nos seres humanos, os testículos são retirados através de uma incisão de cerca de dez centímetros paralela à virilha.

## Indicações
A orquiectomia pode ser indicada em virtude de cancro, tumor ou outra doença que afete a região. O cancro de próstata é hormônio-dependente e, portanto, a cirurgia pode ser utilizada como um tipo de supressão hormonal. O Tumor germinativo dos testículos é a neoplasia mais comum em homens jovens entre 15 e 35 anos e corresponde a 1% de todas as neoplasias malignas no sexo masculino. Pacientes que desenvolvem carcinoma testicular tem de 500 a 1.000 vezes mais chance de desenvolver câncer no testículo contralateral. A bilateralidade e/ou recidivas de tumores no mesmo órgão acometem 2% a 3% dos pacientes. A orquiectomia bilateral ainda permanece como o padrão-ouro de tratamento, resultando em problemas como infertilidade, reposição contínua de androgênios e alterações psicológicas devido à castração precoce. Atualmente, a grande parte dos pacientes com tumores de testículos sobrevive devido às modernas técnicas de tratamento. Assim têm se fortalecido o princípio da cirurgia preservadora de órgão, com menor morbidade sem comprometer a sobrevida livre de doença. Portanto, quando possível devemos procurar não só a cura do câncer, mas também a melhora da qualidade de vida e diminuição de morbidade nos anos que se seguirão à cura, tentando manter ao máximo os níveis de qualidade de vida prévios ao tratamento. Considerando estes preceitos de qualidade de vida, a cirurgia poupadora tem se desenvolvido em pacientes com tumores bilaterais ou em pacientes selecionados com tumores germinativos em testículos únicos.
O diagnóstico atualmente é feito através da ultra-sonografia que revela massas testiculares com aspecto sólido e/ou componentes císticos. Marcadores séricos como Beta HCG, alfa-fetoproteína, DHL, e estadiamento torácico/ abdominal devem ser feitos rotineiramente antes de qualquer procedimento cirúrgico.
A orquiectomia também pode ser utilizada para evitar a masculinização — em caso de mulheres transexuais (Male to Female - MtF) — provocada pelo hormônio que provém dos testículos, a testosterona.